# James Rossiter
James Rossiter, född 25 augusti 1983 i Oxford, är en brittisk racerförare. 
Rossiter var testförare i formel 1-stallet Super Aguri.